# Cosoryx furcatus

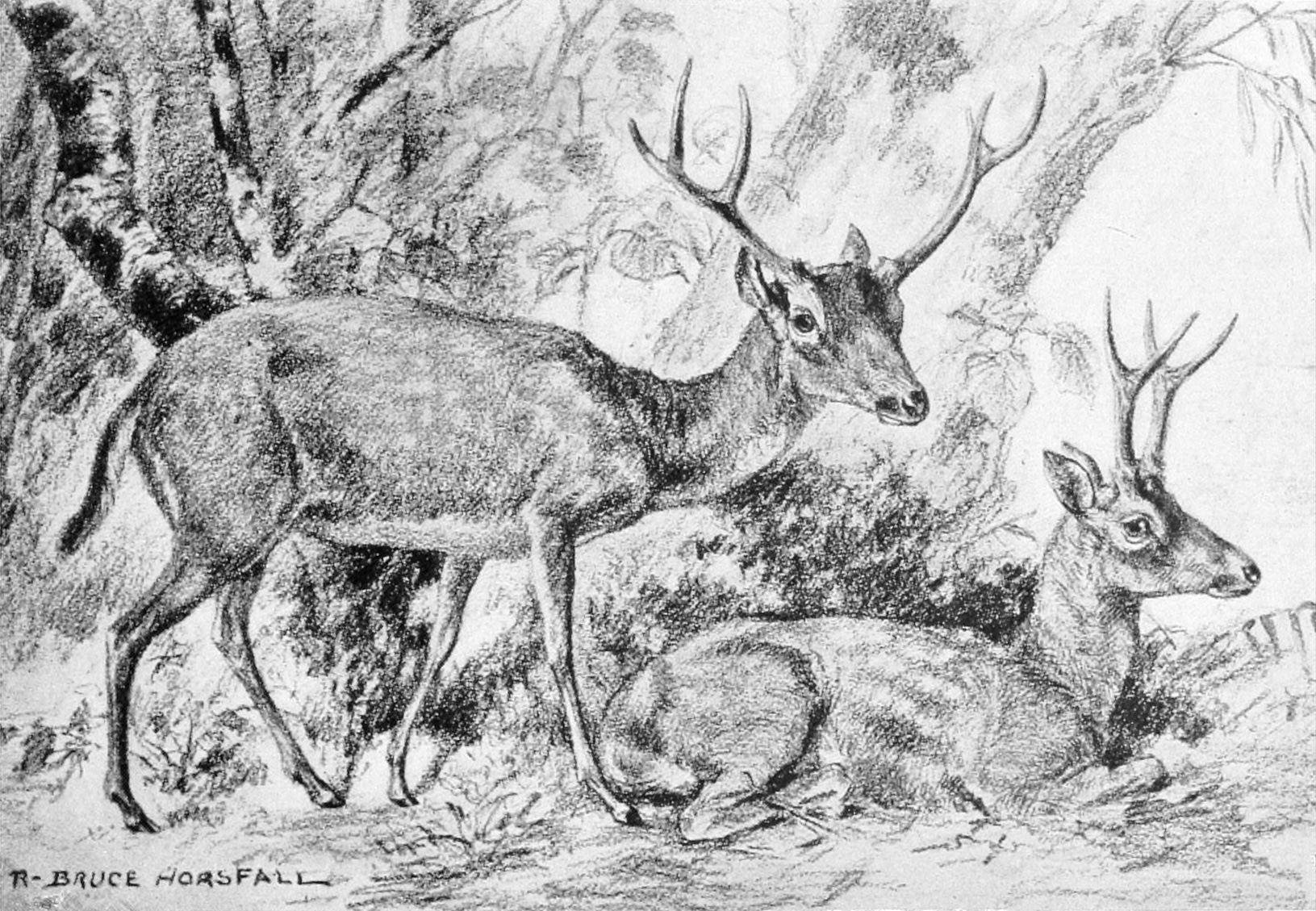
Реконструкція Ramoceros і Cosoryx

Cosoryx furcatus — вимерлий вид ссавців родини вилорогових, що мешкав в міоцені в Неваді. Викопні рештки представників цього роду були знайдені також поблизу Санта-Фе в Нью-Мексико.